# ペニシリン (カクテル)
ペニシリン（英: Penicillin）はスコッチウイスキー、ショウガ、ハチミツ、レモンジュースを使用したカクテル。

## 概要
2005年にニューヨークのバー「ミルク&ハニー」のオーナーバーテンダーであるサム・ロス（Sam Ross）が考案したカクテルである。名前は同名の抗生物質からであるが、古来よりショウガとレモンに薬効があると広く信じられていた民間療法にまでさかのぼることができる。この2つをレシピに用いることで、薬剤としてのペニシリン同様にカクテルのペニシリンも万能薬を思わせるが、このカクテルには薬効はない。
ブレンデッドとシングルモルトの2種のスコッチウイスキーを使用し、ショウガの辛さとレモンの酸味が合わさった大胆な風味はアルコール度数が高いにもかかわらず、爽快な味わいとなって、短期間に新しい定番カクテルと呼ばれるようになった。

## レシピの例
国際バーテンダー協会のレシピを以下に挙げる。
材料
- ブレンデッド・スコッチ・ウイスキー - 60ml
- ラガヴーリン16年物（シングルモルト）スコッチ・ウイスキー - 7.5ml
- フレッシュレモンジュース - 22.5ml
- ハチミツシロップ - 22.5ml
- スライスしたショウガ 1/2個-3/4個分

作り方
1. ハチミツ2に水1の割合で混ぜて、ハチミツシロップを作る。
2. ショウガを絞り、絞り汁2に砂糖1を混ぜる。
3. 上記の2つ、ブレンデッドスコッチ・ウイスキー、フレッシュレモンジュースを氷と共にシェイクし、氷を入れたオールド・ファッションド・グラスに入れる。
4. ラガヴーリン16年物スコッチ・ウイスキーをフロートさせる。
5. 砂糖漬けのショウガスライスを飾る。